# Rioseco de Tapia
Rioseco de Tapia est une commune d'Espagne dans la province de León, communauté autonome de Castille-et-León. Elle s'étend sur 72,19 km2 et comptait environ 372 habitants en 2015.